# كلفن وود
كلفن وود هو لاعب هوكي الحقل كندي، ولد في 1 أكتوبر 1950.

## وصلات خارجية
- كلفن وود على موقع أوليمبيديا (الإنجليزية)
- كلفن وود على موقع اللجنة الأولمبية الكندية (الإنجليزية)